# 蕾切尔·桑切斯
蕾切尔·桑切斯（西班牙語：Rachel Sánchez，1989年1月9日—），古巴女子排球运动员。她曾代表古巴国家队参加2008年夏季奥林匹克运动会排球比赛，结果队伍获得第四名，无缘奖牌。